# Transportfliegergeschwader 44
Das Transportfliegergeschwader 44 „Arthur Pieck“ (TG-44) war ein fliegender Verband der Luftstreitkräfte/Luftverteidigung der Nationalen Volksarmee. Vorrangige Aufgabe des Geschwaders war die Personenbeförderung für die politische Führung der Deutschen Demokratischen Republik mittels Flugzeugen und Hubschraubern.

## Geschichte
Das TG-44 wurde 1957 in Marxwalde (heute Neuhardenberg) als Regierungs- und Verbindungsfliegerstaffel aufgestellt. Im Jahr 1962 erfolgte die Umbenennung in Selbständige Transportfliegerstaffel, 1965 in Transportfliegerstaffel 29 (TFS-29). Nach einem Zwischenschritt 1971 (aus der TFS-29 wird das „Transportfliegergeschwader-44“ – TFG-44) erhielt der Verband 1973 schließlich seine endgültige Bezeichnung Transportfliegergeschwader 44 (TG-44). Als Struktur und Aufgaben wurden für das Geschwader 1972 festgelegt:
- eine Transportfliegerstaffel für das Politbüro mit fünf Passagierflugzeugen
- eine Transportfliegerstaffel für den Ministerrat der DDR und das Ministerium für Nationale Verteidigung mit sechs Passagierflugzeugen
- eine Hubschrauberstaffel mit insgesamt sieben Hubschraubern in Salonvariante
- eine Kontroll- und Reparaturstaffel.

Zu diesem Zeitpunkt war noch nicht vorgesehen, Flugzeuge der Größenklasse Il-62 zu betreiben. Leistungen, für die dieses Muster erforderlich gewesen wäre, hätten durch die Interflug erbracht werden sollen.
Der Verband erhielt am 1. März 1976 den Traditionsnamen „Arthur Pieck“. Ab 1978 begann die Einführung von Luftfahrzeugen des Typs Il-62M in der selbständigen Transportfliegerkette Il-62M als Teileinheit des TG-44. Eine IL-62 des TG-44 etwa brachte Erich Honecker 1987 zu seinem Besuch in der Bundesrepublik Deutschland auf den Flughafen Köln/Bonn.
Mit der Auflösung der NVA wurden 1990 die Luftfahrzeuge des Geschwaders von der Bundeswehr unter der ursprünglichen Bezeichnung übernommen, um dann teilweise an die Flugbereitschaft des Bundesministeriums der Verteidigung und das Lufttransportgeschwader 65 übergeben und weiterbetrieben zu werden. Danach wurde das TG 44 aufgelöst.

## Organisation
Das TG-44 war direkt dem Kommando LSK/LV unterstellt.

### Kommandeure TG-44
| Dienstgrad, Name            | Dienstzeit | Bemerkung |
| --------------------------- | ---------- | --------- |
| Oberstleutnant Kurt Bauditz | 1957–1964  |           |
| Major Günter Trommer        | 1964–1967  |           |
| Oberst Siegfried Weise      | 1967–1975  |           |
| Oberst Wolfgang Gleis       | 1975–1990  |           |

Anmerkungen:
- In Marxwalde war das Fliegertechnische Bataillon 44 für die Versorgung der Flugzeuge mit Betriebsstoffen und Ersatzteilen, die Flugplatzwartung und die Versorgung der Soldaten zugeordnet.
- Rahmenstruktur siehe: Geschwader, Luftstreitkräfte NVA
- Das Geschwader gliederte sich zuletzt in vier Staffeln (1. Staffel: Tu-154; 2. Staffel: Tu-134A; 3. Hubschrauberstaffel: Mi-8S; 4. Staffel: IL-62M in Berlin-Schönefeld).[3][4]

## Beziehungen zur Interflug
Zwischen dem TG-44 und der Interflug bestanden diverse Wechselbeziehungen. So erfolgte die Luftfahrzeuginstandsetzung und -instandhaltung der IL-62M unter Rückgriff auf Ressourcen der Interflug. Auch wurden weitreichende Fernmeldeeinrichtungen gemeinsam genutzt.
Im Bereich der Aus- und Weiterbildung der fliegenden Besatzungen stützte sich das Geschwader zunächst generell auf die Interflug. Ab 1978 war der Verband dafür selbst verantwortlich. Lediglich zum Erhalt der Expertise zur Durchführung internationaler Flüge erfolgte ein Einsatz bei der Interflug.

## Luftfahrzeuge
- An-2
- IL-14
- IL-18
- IL-62M
- Tu-124
- Tu-134A
- Tu-154
- Mi-4
- Mi-8

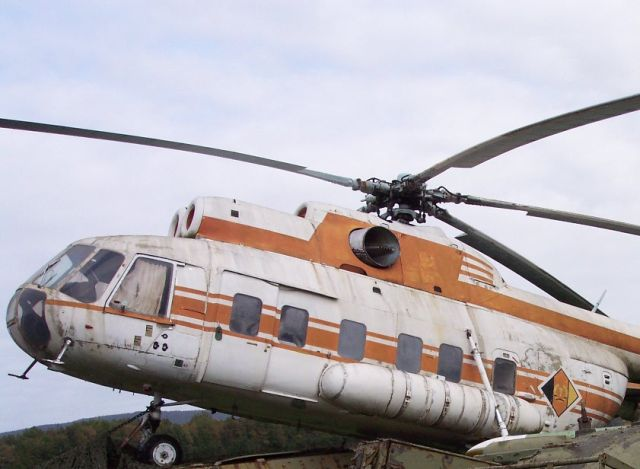
Mi-8S in den Farben der III. Hubschrauberstaffel des TG-44

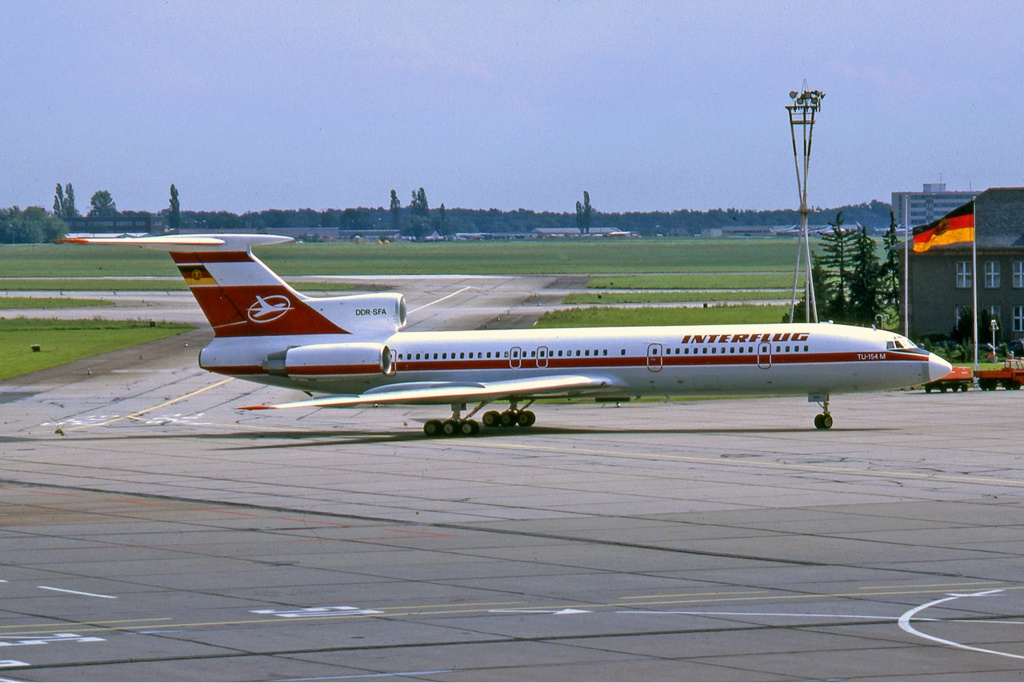
Tu-154M des TG-44 in Schönefeld

Nach Ablauf der Nutzungsfristen waren die Flugzeuge gegen Erstattung des Zeitwerts an das Ministerium für Verkehrswesen – und somit an die Interflug – zu übergeben. Hubschrauber wurden in der NVA weitergenutzt.